# Geloofsbelijdenis
Een geloofsbelijdenis is een geheel van artikelen waarin een geloof is samengevat, of een belangrijke formulering of spreuk die de kern van een religie uitdrukt.

## Voorbeelden
- het joodse sjema
- de islamitische sjahada
- de boeddhistische toevlucht
- de christelijke apostolische geloofsbelijdenis, Geloofsbelijdenis van Nicea-Constantinopel en Geloofsbelijdenis van Athanasius
- de gereformeerde Drie Formulieren van Enigheid
  - de Heidelbergse Catechismus
  - de Dordtse Leerregels
  - de Nederlandse Geloofsbelijdenis
- de lutherse Augsburger Confessie
- de remonstrantse Belijdenis

Bepaalde geloofsbelijdenissen zijn ook op muziek gezet, met name het Credo in de Katholieke Kerk.

## Openbare belijdenis van het geloof
In sommige protestantse tradities bestaat de mogelijkheid om als volwassene openbare belijdenis van het geloof af te leggen. Dit is met name van toepassing indien er al kinderdoop heeft plaatsgevonden.